# 伊菈絲
伊菈絲（排灣語：Qiljas），有時又稱歌基亞絲（Ketsias），是台灣排灣族神話裡的月神，同時也有掌控生育的能力。

## 職責
伊菈絲的名字來自於「月亮」，排灣族普遍將其視為掌管月亮的神祇、或是說她就是月亮本身，同時她也掌管著生育，負責將胎兒放進婦女的體內、讓人懷孕，是嬰兒的守護神，有兩位女助理，分別是撒拉巴奴(Salapand)和馬都庫特克(Matokotoko):3-16。
另外，她還會和太陽神阿道一起監視地上的族人，賜福善人、懲罰惡人。

### 其他說法
在南排灣群中也有部分部落將「伊菈絲」（月神）視為神的一個種類，由Civid（長）、Pavada（次）、Sulegina（三）、Pavada（么）四位女神共同擔任，其中長神Civid與次神Pavada與負責生育職務的管理，因此他們也被合稱為「納婀馬第」（Naqemati）。